# Triftkanal (Loisach-Kochelsee-Moor)
Der Triftkanal ist ein künstlich errichteter Wasserlauf in Oberbayern.
Der Triftkanal durchquert die Loisach-Kochelsee-Moore. Er ersparte den Flößern auf der Loisach, die früher durch den Kochelsee fahren mussten, einen guten Tag Arbeit. Er zieht sich von Großweil etwa in nordöstlicher Richtung und endet heute in der Loisach, gegenüber der Mündung des Lainbachs. Der Triftkanal nimmt noch das Wasser des Eichsees und des Höllsees auf.